# Baati

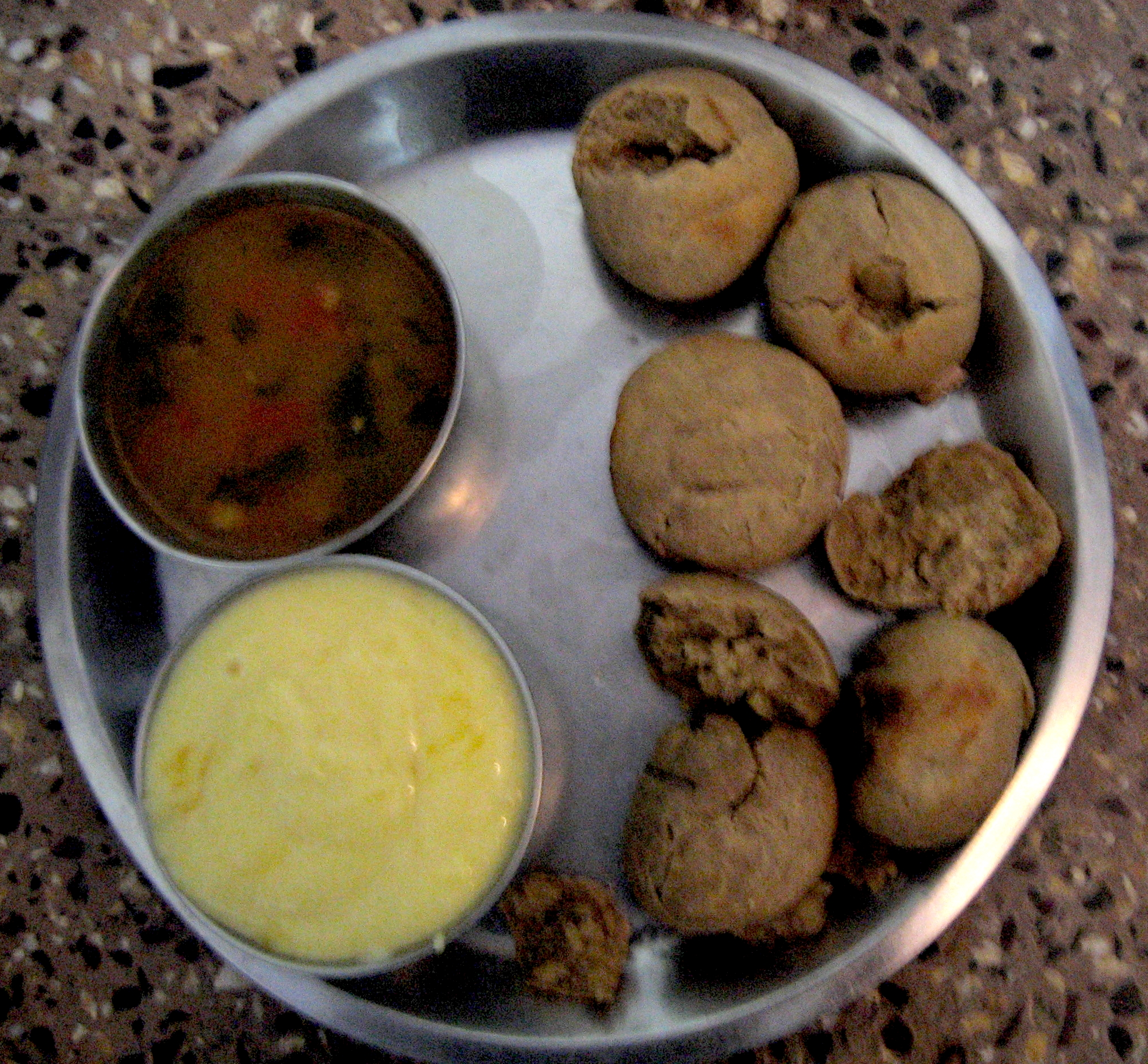
Baati.

El baati (hindi: बाटी) es un pan duro sin levadura elaborado en las regiones desérticas de Rajastán, Malwa y Gujarat al norte de la India. Es apreciado por su largo plazo de conservación y alto contenido nutricional, así como por la mínima cantidad de agua necesaria para prepararlo.
El baati es también un plato de Bihar y Purvanchal, donde también se conoce como litti. El litti puede tomarse con chokha (un tipo de puré de patata condimentado mezclado con berenjena asada). Litti y chokha son sinónimo de pan y mantequilla en muchas partes de la India.
El baati puede hacerse solo o llevar diversos rellenos, incluyendo cebolla, guisante y sattu. El bafla es un tipo de baati, más blando. Tanto el baati como el bafla se comen siempre con dal caliente con ghi y chutney.